# Borrando a papá
Borrando a papá es una película documental Argentina de 2014 dirigida por Ginger Gentile y Sandra Fernández Ferreira. Originalmente su estreno estaba programado para 2014, pero por una medida judicial no se la exhibió comercialmente y, en cambio, fue subida al sitio web YouTube.
La controversia por el estreno del film generó un gran movimiento por parte de los productores; si bien la medida judicial fue revocada, la Asociación de Documentalistas Argentinos (DOCA) decidió desvincular de la misma a las directoras, Sandra Ferreira, Ginger Gentile, y al productor, Gabriel Balanovsky, por «mentir» sobre lo que había pasado con la película y asegurar que el hecho se debió a presiones de sectores que se oponían al filme. La DOCA acusó a Balanovsky de comenzar una campaña difamatoria por afirmar que su película era censurada, afirmando que todo se trató de una estrategia publicitaria por parte de los productores.

## Sinopsis
La película relata las historias de seis padres separados de sus hijos después de haber pasado por procesos de divorcios conflictivos y sus dificultades para mantener el vínculo con sus hijos. El filme contiene material crítico respecto del funcionamiento de los órganos judiciales y alega una desigualdad de trato en perjuicio del varón de la pareja en conflicto.

## Polémica previa al estreno
La película, que recibió el apoyo del Instituto Nacional de Cine y Artes Audiovisuales (INCAA) consistente en un subsidio de 200 000 pesos argentinos (aproximadamente 25 000 dólares) tenía su estreno programado para el 28 de agosto en la sala Gaumont, administrada por el INCAA. Sin embargo el ente la suspendió alegando que faltaban algunos trámites por parte de la productora. Por su parte, el productor, Gabriel Balanovsky, consideró que la postergación obedecía a presiones de sectores que se oponían al filme y afirmaban que era perjudicial para los derechos de los niños y fomentaba la violencia familiar.
Balanovsky había sido acusado en 2002 del delito de sustracción de menores. Missing Children y el Registro de Chicos Perdidos del Consejo de Niños, Niñas y Adolescentes de la Ciudad de Buenos Aires colaboraron en la búsqueda de su hija de cuatro años, quien permaneció desaparecida durante todo 2002, año en el que no fue inscripta en ningún colegio. La Cámara de Casación Penal revocó una resolución del juez Roberto Grispo por la cual Bolanovsky había estado catorce meses en prisión; la Cámara consideró que no era secuestro porque era el padre y nunca le habían quitado la patria potestad por lo que el delito por el que podría ser juzgado era el de «impedimento de contacto» con la madre, quien tenía la custodia.
Balanovsky conoció en 2006 a la cineasta Ginger Gentile, con quien formó pareja. Gentile había pasado toda su infancia sin contacto con el padre; buscaron otros padres y advirtieron que las situaciones se repetían más allá de las condiciones económicas o sociales. Balanovsky afirmó que las "denuncias que aparecen después del divorcio y… la palabra de una mujer siempre vale más que la del hombre…Es muy fácil denunciar y no hay pena por una falsa denuncia, ni una defensa posible".
Por otra parte, la ONG Salud Activa repudió la película afirmando que ella confunde las problemáticas de separación con el maltrato de padres abusadores y fomenta la violencia y el abuso sexual de menores, posición a la que se sumaron otras ONG, entre ellas Comunicar Igualdad y el Comité Argentino de Seguimiento y Aplicación de la Convención Internacional sobre los Derechos del Niños.
Guadalupe Tagliaferri, presidenta del Consejo de los Derechos de Niñas, Niños y Adolescentes de la Ciudad, la vicepresidenta de la Comisión de Niñez en la Cámara de Diputados y la diputada nacional Gladys González, ambas del PRO, solicitaron al Colegio Público de Abogados de la Capital Federal la suspensión de una proyección de la película que estaba programada para realizarse en su sede.
González interpretó que el documental avala "un síndrome de alienación parental (SAP) que no existe, que no ha sido reconocido por ninguna institución de la salud del mundo". Anteriormente González y la también diputada nacional de PRO Cornelia Schmidt-Liermann firmaron una declaración de rechazo al SAP en la Cámara de Diputados.
El documental oculta que tanto el director como varios de estos padres incumplían con la cuota de alimentos y el régimen de visitas, tenían denuncias previas por violencia y que todos excepto uno ya tenían sentencias firmes.
La hija de Balanovsky, ya mayor de edad, se negó a verlo por el trauma que le generó su padre al secuestrarla, sufre cada vez que escucha a su padre por televisión relatando su propia versión de los hechos sin tenerla en cuenta ni escucharla y aseguró que miente.

## Orden judicial de borrar testimonios
En octubre de 2014 el juez nacional en lo civil Guillermo Blanch dispuso que se eliminen de la película los testimonios de la médica María Cristina Ravazzola, la abogada Hilda María Radrizzani y la psicóloga Susana Tesone y ordenó a los productores que se "abstengan de cualquier transmisión y/o retransmisión de imágenes y/o videos referidos a las peticionarias sin su consentimiento". Las mencionadas profesionales formaban parte del Proyecto Piaff y en el filme narran la mecánica de un proceso de revinculación de la familia durante el cual realizaron entrevistas con allegados al menor involucrado pero excluyendo de las mismas al padre.
Las profesionales habían denunciado ante la Justicia que sus testimonios estaban manipulados y tergiversados en la edición que se hizo de la película y no se correspondían con lo que ellas realmente habían afirmado.
Por su parte Balanvosky consideró estar ante un hecho de censura y afirmó que todos los entrevistados brindaron sus testimonios frente a cámara y en presencia de testigos, pero que ahora se arrepienten de sus manifestaciones que ponen en evidencia la forma en que piensan y su defensa de prácticas antijurídicas y antiéticas.
Posteriormente la resolución fue revocada a pedido de Balanvosky por la Sala G de la Cámara Nacional en lo Civil, que con votos de los jueces Beatriz Arean, Carlos Belucci y Carlos Carranza Casares, concluyó que resultaba inadmisible la cautelar decretada "por constituir una indebida censura previa; y no obsta a tal solución la mención de las pretendientes del escaso tramo que la cautelar impugnada dispone eliminar de la película, esta es solo el soporte material que contiene a una obra inmaterial y sobre la que su autor, en su totalidad, ejerce sus derechos".
La Asociación de Documentalistas Argentinos (DOCA) decidió desvincular a Sandra Ferreira, Ginger Gentile y a Gabriel Balanovsky y los echó por «mentir» y «victimizarse» en sus dichos sobre lo que había pasado con la película.

### Entrevista a Liliana Hendel
La psicóloga Liliana Hendel es una de las entrevistadas que aparece en el filme, donde cuestiona el principio jurídico de presunción de inocencia:

"Es difícil que una mujer invente que le pegaban, que le pegaban a sus hijos, o que él no le da dinero, o cualquiera de las formas de violencia. Creo que los varones mienten... al revés de lo que sucede habitualmente, que cualquier ciudadano o ciudadana es inocente hasta tanto no se demuestre lo contrario, yo creo que en las situaciones de violencia de género, por la dimensión del problema, debe invertirse la carga de la prueba. Es decir, si yo digo que él es culpable, él es culpable hasta que se demuestre su inocencia".
Liliana Hendel

Desde su espacio en la televisión Hendel afirmó respecto de la película que "muchos profesionales hemos sido engañados, somos difamados, nos han invitado a participar diciendo que era para un documental que se llamaba 'Igualdad de género'".

## Comentarios críticos
La crítica afirmó que el de la película es un tema doloroso que el sistema judicial no contemplaría en toda su complejidad. También opinó que el documental es conflictivo y polémico.” Su propósito es intentar resaltar la necesidad de la figura paterna en la crianza de los chicos y denunciar una supuesta mirada prejuiciosa de algunos especialistas y un supuesto negocio que habría detrás de estas causas que llevan años.
La crítica contenida en el filme alcanza también a los jueces que desatienden su ley, policías que exponen a los chicos a tomar decisiones que no les corresponden, expertos en violencia familiar que consideran sólo a la mujer como víctima. Para ellos, los hombres no son objeto de violencia de género.
Para esa finalidad recurren incluso a la non sancta cámara oculta para ejemplificar arbitrariedades y entrevistas editadas con buen timing pero intercaladas con sobreactuaciones pésimas y con una clara falta de contextualización. De esa misma cámara oculta se afirma que es un “recurso miserable hasta para un programucho de TV”. Según algunos comentaristas las afirmaciones del filme puedan ser discutibles en muchos casos frente a las características particulares de cada uno de los supuestos y, por querer pasarse de políticamente incorrecto cae en un terreno absurdo y reaccionario.”
Algunos comentarios critican que en el filme no aparezca ninguna de las exmujeres ni sus abogados para ofrecer su contraparte de la historia y tampoco se explica por qué no están. Otros comentaristas opinan que el filme deja que se oiga la otra campana, sobre la base de voces que defienden a rajatabla el sistema judicial y tratan de minimizar sus falencias o errores, así como el contraste entre abogados a favor de los padres y psicólogos que estarían en contra de ellos. También se critican algunas de las formas y recursos que ha elegido la dirección para expresar su posición y, en particular, una escena en la que el propio padre registra con una cámara oculta el sufrimiento de sus hijos y lo expone frente a quien quiera verla. Cuestionan la escena final en la que uno de los padres pasa por la puerta de la casa donde se supone viven esas hijas a las que no puede ver y desde el auto les grita que las ama, pareciendo que en este caso la puesta en escena se parece más a una herramienta de manipulación que a un recurso narrativo legítimo.
Sobre el resultado alcanzado por el filme también hay divergencias. Para algunos la película muestra que, más allá de las desigualdades de género, la violencia no es un atributo ni excluyente ni exclusivamente masculino y que existen muchos tipos de violencia que pueden ser tan nocivos como la física, en tanto otros dicen que el filme pone el acento en la absurda idea de que la violencia de género no es más que un negocio, lo que anula la genuina problemática a la que apuntaba.
También se hace mención a que uno de los padres que aparece en la película, al que supuestamente lo han separado de su hijo, Guillermo Newbery Greve, fue condenado a seis meses de prisión en suspenso —sentencia confirmada por el Tribunal Superior de Justicia de la Ciudad de Buenos Aires— por amenazar a su ex, en un contexto de violencia previa que se corroboró durante el juicio. Este fallo ha sido muy criticado por tratarse de un caso con testigo único y el mismo fue la misma denunciante, siendo este el único elemento de prueba para condenar.
Una prosecretaria de la Corte Suprema de Justicia de la Nación cuyos dichos grabados aparecieron en el documental y que trabajaba en la Oficina de Violencia Doméstica fue suspendida preventivamente y se le inició un sumario por efectuar "manifestaciones y comentarios impropios de un agente judicial".